# أوليفييه تير هورست
أوليفييه تير هورست (بالهولندية: Olivier ter Horst)‏ (6 أبريل 1989 في هولندا - ) هو لاعب كرة قدم هولندي في مركز الدفاع. شارك مع منتخب هولندا تحت 21 سنة لكرة القدم. أما مع النوادي، فقد لعب مع هيراكليس ألميلو وهيلموند سبورت وBVC '12 ‏.

## وصلات خارجية
- أوليفييه تير هورست على موقع قاعدة بيانات كرة القدم.إي يو (الإنجليزية)